# 'A risa
'A risa ou La Risata est une chanson écrite et interprétée par Berardo Cantalamessa (it).

## Création
L'idée de la chanson lui est venue en 1895 en entendant un enregistrement sur cylindre de phonographe de la chanson The Laughing Song, chantée par George W. Johnson, un chanteur afro - américain. Cette chanson intégrait dans ses paroles un rire suivant le rythme de la chanson, et lui a inspiré une chanson similaire, écrite cette fois en napolitain et sur un tempo un peu plus rapide.
'A risa est le premier enregistrement phonographique jamais réalisé en Italie (à la fois sur 78 tours et en général), et elle a été publiée par la maison de disques milanaise International Zonophone Company ,.
Dans le disque phonographique original, comme cela se fait habituellement sur les cylindres Edison, une voix fait une introduction à la chanson :
« La risata, canzonetta napoletana di Bernardo Cantalamessa eseguita dall'autore stesso. »
« La risata, chanson napolitaine de Bernardo Cantalamessa, interprétée par lui-même. »

## Interprétations postérieures
La chanson a été réinterprétée par Aurelio Fierro, par son fils Flavio lors de MilleVoci 2008 diffusé sur Tele A et elle a aussi été chantée en italien par Luigi Prestini et par Nicola Maldacea.

## Dans la culture populaire
- La chanson est utilisée dans le film Mort à Venise de Luchino Visconti, adapté de l'histoire du même nom par Thomas Mann[6]. Un passage du texte décrit « une gaudriole en dialecte, satirique, effrontée et agrémentée d’un refrain d’éclats de rire », description vraisemblablement inspirée à Mann par 'A Risa, et l'adaptation de ce passage utilise la chanson telle quelle[2].